# Marsileàcies
Les marsileàcies (Marsileaceae) són una família de falgueres aquàtiques o semiaquàtiques, amb 65 espècies. Per bé que són falgueres, a simple vista no ho semblen pas.
De distribució cosmopolita en climes temperats càlids o tropicals.